# لواء قصبة المفرق
لواء قصبة المفرق لواء يقع في محافظة المفرق في الأردن. يتبع اللواء لمحاظفة محافظة المفرق التي تضم 4 ألوية. يقدر عدد سكانه بـ 196196 نسمة حسب إحصاء 2015.

## الوصلات الخارجية
- دائرة الاحصاءات العامة